# Macizo de la Maladeta
El macizo de La Maladeta es el macizo montañoso que alcanza mayor altura en los Pirineos. Está situado en la parte central de la cordillera (en Aragón, provincia de Huesca), ligeramente al sur de la divisoria de aguas. Al norte se halla la cabecera del valle de Benasque, y al sur desciende el valle de Vallibierna. 
Su orientación es de NO-SE, estando su cota más septentrional en la Tuca Blanca de Paderna (2847 m s. n. m.), y la más meridional en el Pico Russell (3207 m s. n. m.). El Pico Aragüells (3044 m s. n. m.) es su tresmil más occidental, mientras que la última estribación oriental que supera los 3000 m s. n. m. corresponde a la Tuca de Mulleres.
La cima más alta es el pico Aneto (3403,5 m s. n. m.). Otras cumbres importantes son el pico Alba (3118 m s. n. m.), La Maladeta (3308 m s. n. m.), el pico Maldito (3356 m s. n. m.), la Punta de Astorg (3355 metros), el pico del Medio (3346 msm), el pico de Coronas (3293 msm), el pico Tempestades (3290 m s. n. m.), el pico Russell (3185 m s. n. m.) y el pico Margalida (3241 m s. n. m.).
En la cara norte se encuentra el glaciar de Aneto, que es el más extenso de los Pirineos, en regresión al igual que el resto de glaciares pirenaicos. Más abajo se encuentra el refugio de la Renclusa (2149 m s. n. m.), el punto habitable más alto del macizo.